# Château Alfonsino
 (juillet 2025).
Le château Alfonsino (italien : Castello alfonsino ou Castello aragonese ou Castel Rosso ou Castello di Mare) est un château qui se trouve à Brindisi dans la province de Brindisi (Pouilles) et dont l'origine remonte au XVe siècle.
L'édifice fortifié se situe sur l'île de Sant'Andrea à l'embouchure du port extérieur de Brindisi.

## Description
Le château Alfonsino occupe le promontoire méridional. Ses formes irrégulières suivent le profil extérieur de l'île. Les deux bastions, dont l'un orienté vers l'intérieur est circulaire et l'autre triangulaire, orienté vers la mer, ont été érigés au XVe siècle.
L'ensemble fortifié comporte un petit port intérieur accessible par une archivolte ouverte dans la muraille construite vers 1577 reliant la partie aragonaise à l'extension espagnole. D'un côté la structure fortifiée du XVe siècle et de l'autre l'Opera a corno (œuvre en forme de corne) qui suit les préceptes de l'architecture fortifiée du XVIe siècle. Un portail orné de blasons donne accès à l'édifice.

## Histoire
L'île a été occupée depuis le XIe siècle par une abbaye bénédictine Sant'Andrea all'Isola dont les quelques vestiges comme les chapiteaux sont conservés au musée archéologique provincial Francesco Ribezzo (it) de Brindisi. L'abbaye a été abandonnée entre les XIVe et XVe siècles. 
En 1445, Alphonse V d'Aragon décide la construction de la première tour à l'extrémité de l'île, avant-poste défensif du port de Brindisi. En 1481 l'ouvrage a été prolongé vers le Nord-Est par l'édifice du Castello Alfonsino. 
De 1558 à 1604, une grande partie de l'île est occupée par des bastions (Forte a mare). Le tracé de la dernière partie est séparé par une coupe dans le rocher remplissant la fonction de fossé formant un complexe système fortifié défendant l'entrée du port.
La forteresse est liée à divers faits d'armes comme l'attaque en 1528 de seize galères vénitiennes et en 1799 le siège de la part de Jean-François de Boccheciampe. L'île a par la suite assuré la fonction de lazaret puis a été investie par la marine de guerre jusqu'en 1984.
L'ensemble est géré par la ville de Brindisi qui assure l'entretien et la restauration, l'objectif étant d'en faire à terme un musée ou un lieu destiné aux rencontres et aux séminaires.